# Giovanna Dorotea di Anhalt-Dessau
Giovanna Dorotea di Anhalt-Dessau (Dessau, 24 marzo 1612 – Tecklenburg, 26 aprile 1695) è stata una nobile dell'Anhalt-Dessau e contessa dal 1626 di Bentheim-Tecklenburg.

## Biografia
Era figlia di Giovanni Giorgio I di Anhalt-Dessau, principe di Anhalt-Dessau dal 1603 al 1618, e della seconda moglie Dorotea del Palatinato-Simmern.
Venne data in sposa a Maurizio di Bentheim-Tecklenburg, conte di Bentheim-Tecklenburg dal 1623, che sposò il 9 febbraio 1636. Con il matrimonio divenne contessa consorte di Bentheim-Tecklenburg, titolo che mantenne fino alla morte del marito, avvenuta nel 1674.
Diede alla luce dieci figli:
- Giovanni Adolfo (1637-1704), che sposò nel 1664 Giovanna Dorotea di Lippe-Alverdissen, da cui divorziò nel 1678, e nel 1679 la principessa Carlotta d'Assia-Eschwege, da cui divorziò nel 1693;
- Sofia Agnese (1638-1691);
- Giuliana Ernestina (1639?);
- Anna Elisabetta Guglielmina (1641-1696), che sposò il cugino Filippo Corrado di Bentheim e Steinfurtnel 1661 e nel 1686 il conte Giorgio II di Leiningen-Westerburg;
- Guglielmo Ludovico (1643?);
- Anna Elisabetta (1645?-1694)
- Corradina Luisa (1647-1705)
- Ludovica Margherita (1649?-?), che sposò Guglielmo di Lippe-Brake nel 1667;
- Emilia Carlotta (1651?-?), badessa a Leeden;
- Federico Maurizio (1653-1710), che sposò nel 1689 la contessa Sofia Teresa di Ronow e Biberstein e nel 1695 la contessa Edvige di Lippe-Brake.

Alla morte del marito ereditò la contea prima loro figlio Giovanni Adolfo e, in seguito alla sua morte senza eredi, l'altro figlio Federico Maurizio.

## Ascendenza
|                                                      |                                                   |                                              | Genitori                                          |  |  | Nonni |  |  | Bisnonni                                                                 |  |  | Trisnonni                             |  |
|                                                      |                                                   |                                              |                                                   |  |  |       |  |  | Giovanni IV, IV principe di Anhalt-Zerbst e co-principe di Anhalt-Dessau |  |  | Ernesto, co-principe di Anhalt-Dessau |  |
|                                                      |                                                   |                                              |                                                   |  |  |       |  |  | Giovanni IV, IV principe di Anhalt-Zerbst e co-principe di Anhalt-Dessau |  |  | Ernesto, co-principe di Anhalt-Dessau |  |
|                                                      |                                                   | Margherita di Münsterberg-Oels               |                                                   |  |  |       |  |  | Giovanni IV, IV principe di Anhalt-Zerbst e co-principe di Anhalt-Dessau |  |  |                                       |  |
| Gioacchino Ernesto, I principe di Anhalt             |                                                   |                                              |                                                   |  |  |       |  |  | Giovanni IV, IV principe di Anhalt-Zerbst e co-principe di Anhalt-Dessau |  |  |                                       |  |
|                                                      |                                                   | Margherita di Brandeburgo                    | Gioacchino I, XI principe elettore di Brandeburgo |  |  |       |  |  |                                                                          |  |  |                                       |  |
|                                                      |                                                   | Margherita di Brandeburgo                    | Gioacchino I, XI principe elettore di Brandeburgo |  |  |       |  |  |                                                                          |  |  |                                       |  |
|                                                      |                                                   | Margherita di Brandeburgo                    | Elisabetta di Danimarca                           |  |  |       |  |  |                                                                          |  |  |                                       |  |
| Giovanni Giorgio I, I principe di Anhalt-Dessau      |                                                   | Margherita di Brandeburgo                    |                                                   |  |  |       |  |  |                                                                          |  |  |                                       |  |
|                                                      |                                                   | Volfango I, IX conte di Barby-Mühlingen      | Burcardo VII, VII conte di Barby-Mühlingen        |  |  |       |  |  |                                                                          |  |  |                                       |  |
|                                                      |                                                   | Volfango I, IX conte di Barby-Mühlingen      | Burcardo VII, VII conte di Barby-Mühlingen        |  |  |       |  |  |                                                                          |  |  |                                       |  |
|                                                      |                                                   | Volfango I, IX conte di Barby-Mühlingen      | Maddalena di Meclemburgo-Stargard                 |  |  |       |  |  |                                                                          |  |  |                                       |  |
| Agnese di Barby-Mühlingen                            |                                                   | Volfango I, IX conte di Barby-Mühlingen      |                                                   |  |  |       |  |  |                                                                          |  |  |                                       |  |
|                                                      |                                                   | Agnese di Mansfeld                           | Gebardo VII di Mansfeld                           |  |  |       |  |  |                                                                          |  |  |                                       |  |
|                                                      |                                                   | Agnese di Mansfeld                           | Gebardo VII di Mansfeld                           |  |  |       |  |  |                                                                          |  |  |                                       |  |
|                                                      |                                                   | Agnese di Mansfeld                           | Margherita di Gleichen                            |  |  |       |  |  |                                                                          |  |  |                                       |  |
| Giovanna Dorotea di Anhalt-Dessau                    |                                                   | Agnese di Mansfeld                           |                                                   |  |  |       |  |  |                                                                          |  |  |                                       |  |
|                                                      | Federico III, XI principe elettore del Palatinato | Giovanni II, IV conte del Palatinato-Simmern |                                                   |  |  |       |  |  |                                                                          |  |  |                                       |  |
|                                                      | Federico III, XI principe elettore del Palatinato | Giovanni II, IV conte del Palatinato-Simmern |                                                   |  |  |       |  |  |                                                                          |  |  |                                       |  |
|                                                      | Federico III, XI principe elettore del Palatinato | Beatrice di Baden                            |                                                   |  |  |       |  |  |                                                                          |  |  |                                       |  |
| Giovanni Casimiro, I principe del Palatinato-Lautern | Federico III, XI principe elettore del Palatinato |                                              |                                                   |  |  |       |  |  |                                                                          |  |  |                                       |  |
|                                                      |                                                   | Maria di Brandeburgo-Kulmbach                | Casimiro, VIII margravio di Brandeburgo-Bayreuth  |  |  |       |  |  |                                                                          |  |  |                                       |  |
|                                                      |                                                   | Maria di Brandeburgo-Kulmbach                | Casimiro, VIII margravio di Brandeburgo-Bayreuth  |  |  |       |  |  |                                                                          |  |  |                                       |  |
|                                                      |                                                   | Maria di Brandeburgo-Kulmbach                | Susanna di Baviera                                |  |  |       |  |  |                                                                          |  |  |                                       |  |
| Dorotea del Palatinato-Simmern                       |                                                   | Maria di Brandeburgo-Kulmbach                |                                                   |  |  |       |  |  |                                                                          |  |  |                                       |  |
|                                                      |                                                   | Augusto, XIII principe elettore di Sassonia  | Enrico IV, X duca di Sassonia                     |  |  |       |  |  |                                                                          |  |  |                                       |  |
|                                                      |                                                   | Augusto, XIII principe elettore di Sassonia  | Enrico IV, X duca di Sassonia                     |  |  |       |  |  |                                                                          |  |  |                                       |  |
|                                                      |                                                   | Augusto, XIII principe elettore di Sassonia  | Caterina di Meclemburgo-Schwerin                  |  |  |       |  |  |                                                                          |  |  |                                       |  |
| Elisabetta di Sassonia                               |                                                   | Augusto, XIII principe elettore di Sassonia  |                                                   |  |  |       |  |  |                                                                          |  |  |                                       |  |
|                                                      |                                                   | Anna di Danimarca                            | Cristiano III, re di Danimarca                    |  |  |       |  |  |                                                                          |  |  |                                       |  |
|                                                      |                                                   | Anna di Danimarca                            | Cristiano III, re di Danimarca                    |  |  |       |  |  |                                                                          |  |  |                                       |  |
|                                                      |                                                   | Anna di Danimarca                            | Dorotea di Sassonia-Lauenburg                     |  |  |       |  |  |                                                                          |  |  |                                       |  |
|                                                      |                                                   | Anna di Danimarca                            |                                                   |  |  |       |  |  |                                                                          |  |  |                                       |  |